# ستيوارت دراموند
ستيوارت دراموند (بالإنجليزية: Stewart Drummond)‏ (11 ديسمبر 1975 ببرستون في المملكة المتحدة - ) هو لاعب كرة قدم بريطاني في مركز الوسط. لعب مع شروزبري تاون ونادي تشستر سيتي ونادي موركامب.

## وصلات خارجية
- ستيوارت دراموند على موقع قاعدة بيانات كرة القدم.إي يو (الإنجليزية)
- ستيوارت دراموند على موقع Soccerbase.com (لاعب) (الإنجليزية)